# زمان وحشت
زمان وحشت(به انگلیسی: Fear time)یکی از مجموعه داستان‌های آر. ال. استاین  نویسندهٔ آمریکایی است که توسط نشر ویدا در ایران منتشر شده‌است. این مجموعه برای گروه سنی نوجوان ایجاد شده‌است.

## عناوین ترجمه شده در ایران
| نام کتاب      | نام مجموعه | ناشر | مترجم            |  |
| زمان وحشت     | زمان وحشت  | ویدا |                  |  |
| در دل تاریکی  | زمان وحشت  | ویدا | ماندانا قهرمانلو |  |
| تله سیرک وحشت | زمان وحشت  | ویدا | ماندانا قهرمانلو |  |
| بازی‌های تولد  | زمان وحشت  | ویدا | ماندانا قهرمانلو |  |
| بیدار نمان    | زمان وحشت  | ویدا | ماندانا قهرمانلو |  |
| دختران خطرناک | زمان وحشت  | ویدا | ماندانا قهرمانلو |  |
| رموز مهتاب    | زمان وحشت  | ویدا | ماندانا قهرمانلو |  |
| ------------- | ---------- | ---- | ---------------- |  |